# Kerron Stewart
Kerron Stewart, jamajška atletinja, * 16. april 1984, Kingston, Jamajka.
Nastopila je na olimpijskih igrah v letih 2008 in 2012, leta 2008 je osvojila srebrno medaljo v teku na 100 m in bronasto v teku na 200 m, leta 2012 pa srebrno medaljo v štafeti 4×100 m. Na svetovnih prvenstvih je osvojila tri zlate in dve srebrni medalji v štafeti 4x100 m ter eno srebrno medaljo v teku na 100 m.